# 毕阿越
毕阿越甘榜（英語：Biawak Village）是砂拉越伦乐县的一个乡镇，有110户人家。毕阿越离古晋市大约有70公里，与县城伦乐镇26公里远。附近的村落有章卡甘榜（Kampung Jangkar）与章丹甘榜（Kampung Jantan）。
毕阿越甘榜位于砂拉越与印尼的边界，与邻国只有大约1公里。“Biawak”在马来语是巨蜥的意思。
从伦乐镇通往毕阿越的毕阿越路是在1972年由马来西亚武装部队工兵团建造的。兴建的目的是为了方便运输军事物资，同时打击当时的武装砂共（砂拉越共产）。很多印尼人都会带着他们的土产通过毕阿越路到伦乐镇上来求售。